# Grzegorz Kleszcz
Grzegorz Witold Kleszcz (ur. 12 listopada 1977 w Oławie) – polski sztangista, trzykrotny olimpijczyk.
Przez wiele lat występował na pomostach w barwach Startu Otwock. Brązowy medalista ME w słowackim Trencinie (2001) w kategorii superciężkiej +105 kg. Trzykrotnie brał udział w igrzyskach olimpijskich: 8. miejsce w Sydney, 10. w Atenach oraz 7. w Pekinie.